# Tawakoni

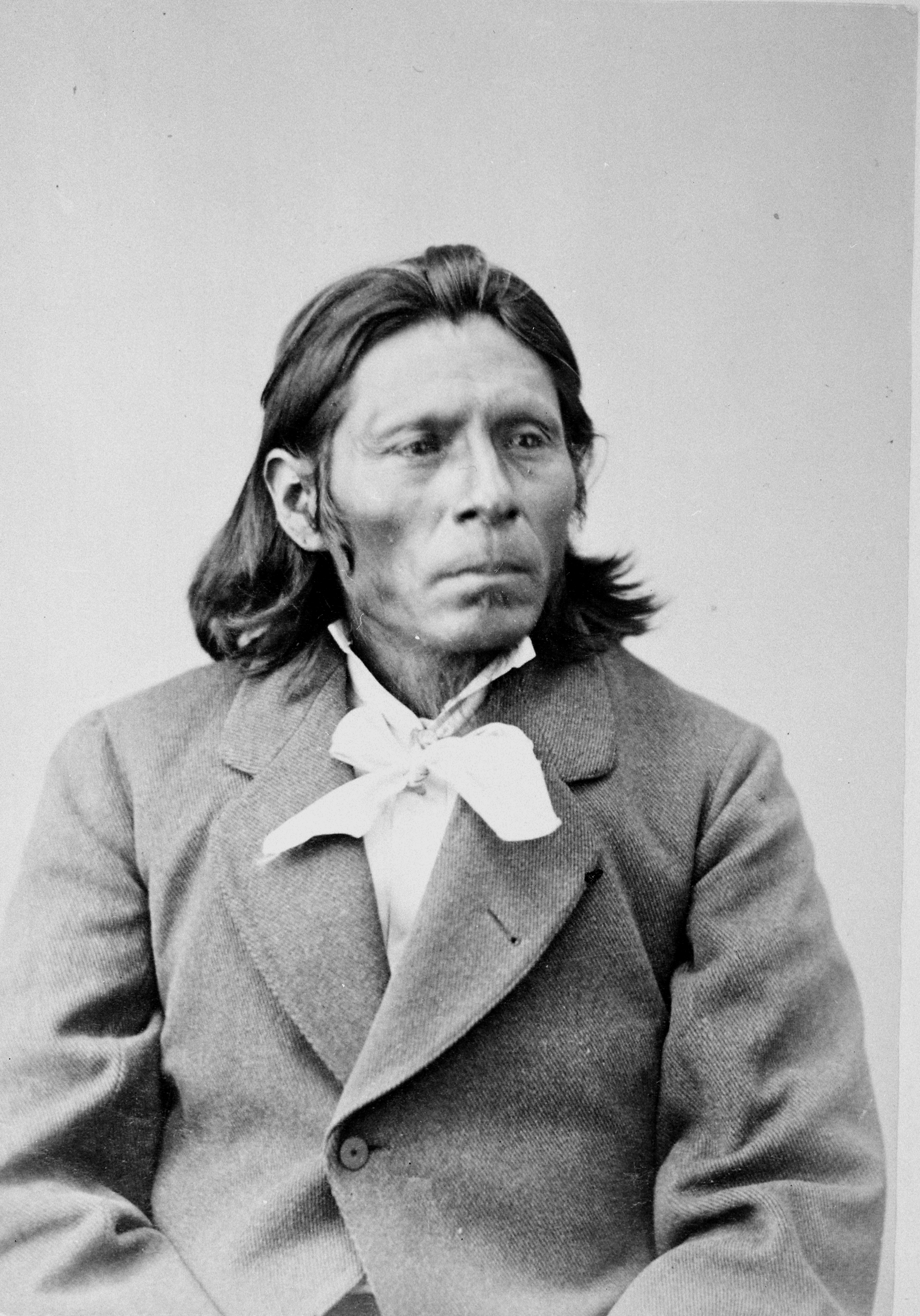
Dave, indi tawakoni

Els tawakoni era un grup d'amerindis dels Estats Units molt relacionat amb els wichita i que parlava un dialecte wichita de les llengües caddo. Actualment estan registrats dins la tribu reconeguda federalment dels Wichita i Tribus Afiliades. El seu nom vol dir "corba del riu entre els turons de sorra vermella."

## Història
A principis del segle 18, el Tawakoni vivia en llogarets en el que avui Oklahoma i Texas. En la seva expedició de 1719 l'explorador francès Jean Baptiste Bénard de La Harpe es va trobar un poble tawakoni en l'actual comtat de Muskogee (Oklahoma). El francès va escriure que els tawakoni cultivaven blat de moro i tabac. La Harpe va negociar un tractat de pau entre els tawakoni, unes altres vuit tribus, i el govern francès. Les hostilitats amb els osage empentaren la tribu cap al sud vers Texas.
A Texas, els tawakoni foren aliats íntims dels waco. Fins a 1770 eren aliats dels francesos, però hostils als espanyols. El cap Quiscat viatjà a San Antonio en 1772 per intentar fer la pau amb els espanyols, però això no va tenir un efecte durador. Els colons europeu-americans va lluitar amb les tribus en la dècada de 1820, i les malalties i la guerra havien reduït dràsticament el seu nombre. la República de Texas de Stephen F. Austin va traslladar les tribus fora del centre de Texas. Els tawakoni ajudaren a convèncer els comanxes i als wichita a signar un tractat de pau amb el govern dels Estats Units, que fou el primer tractat signat entre les indis de les planes i els Estats Units. En 1835 van signar un tractat amb els Estats Units a Camp Holmes. Aquesta va ser la primera vegada que van ser inclosos amb els pobles wichita, una pràctica que va continuar en tractats posteriors, signats el 1837 i 1846.
En 1853 es va establir una reserva índia a l'alt riu Brazos a Texas, però els colons finalment va obligar les tribus a marxar de la reserva. L'agost de 1859, 258 tawakonis es van veure obligats a traslladar-se a Territori Indi. Amb els wichita, waco, caddos, nadaco, kitsais i Hainai, els tawakoni s'establiren en 1872 en una reserva entre els rius Canadian i Washita.
Encara que aquestes tribus es van resistir a la política d'adjudicació descrita a la Llei Dawes, la seva reserva es va dividir en parcel·les individuals, i les terres "sobrants" es van concedir a colons no indígenes el 6 d'agost de 1901.
En 1894 hi havia registrats 126 tawakoni. Sota l'Oklahoma Indian Welfare Act de 1934 es van unir a altres grups wichita per a organitzar un nou govern tribal.

## Sinonímia
El seu nom també s'ha escrit com a Touacara, Tahwaccaro, Tahuacaro, o Towoccaro, així com Towakoni. Alguns exploradors francesos els anomenaren "Three Canes" o Troiscanne.

## Topònims
El llac Tawakoni de Texas rep el nom de la tribu. East Tawakoni, West Tawakoni i Quinlan (Texas) són ciutats al voltant del llac. També fora de l'embassament hi ha el riu Sabine que travessa el nord-est de Texas i va a parar a la frontera oriental de Texas (amb centre a Port Arthur (Texas)).